# 옐로우 몬스터즈
옐로우 몬스터즈(Yellow Monsters)는 대한민국의 록 밴드이다. 껌엑스 출신의 용원, 마이앤트메리의 한진영, 델리 스파이스와 오메가 3의 최재혁이 모여 만든 펑크 록 밴드이다. 2015년 부산 록 페스티벌을 마지막으로 장기간 휴식을 가진다고 선언한 뒤 사실상 해체하였다.

## 구성원
- 용원 (이용원, 1980년 8월 23일) - 보컬, 기타
- 한진영 (1976년 2월 7일) - 베이스, 보컬
- 최재혁 (1975년 4월 1일) - 드럼, 보컬

## 음반 목록

### 정규 앨범
- Yellow Monsters (2010년, 1집)
- Riot! (2011년 7월, 2집)
- Red Flag (2013년 9월, 3집)

### 싱글
- 벤자민 (2011년 2월)
- 눈사람 (2012년 2월)

### EP
- We Eat Your Dog (2012년 4월)

### 참여 앨범
- Into the K-League (2010년 8월) / 4. Again
- Found Tracks Vol.1 (2010년 9월) / 9.Destruction
- `명불허전` 김광석 다시듣기 (2011년) / 8. 서른 즈음에
- 오렌지 레볼루션 페스티벌 Part 4 (2012년 9월) / 2. Oh Right! 4.(Inst.)
- 오렌지 레볼루션 페스티벌 (2012년 10월) / 6. Oh Right!
- 힐링이 필요해 - 이별 그리움 (2013년 1월) / 17. 눈사람
- 숨∞ 세 번째 (GREENPLUGGED Omnibus Album) (2013년 5월) / 6. Golden Week